# أوغسطينوس
القديس أوغسطينوس  تكتب أكثر القديس أوغسطين (13 نوفمبر 354 - 28 أغسطس 430) كاتب وفيلسوف من أصول أمازيغية ولد في طاغاست. يعد أحد أهم الشخصيات المؤثرة في المسيحية الغربية. تعدّه الكنيستان الكاثوليكية والأنغليكانية قديسا وأحد آباء الكنيسة البارزين وشفيع المسلك الرهباني الأوغسطيني. يعدّه العديد من البروتستانت، وخاصة الكالفنيون أحد المنابع اللاهوتية لتعاليم الإصلاح البروتستانتي حول النعمة والخلاص. وتعدّه بعض الكنائس الأورثوذكسية مثل الكنيسة القبطية الأرثوذكسية قديسا.

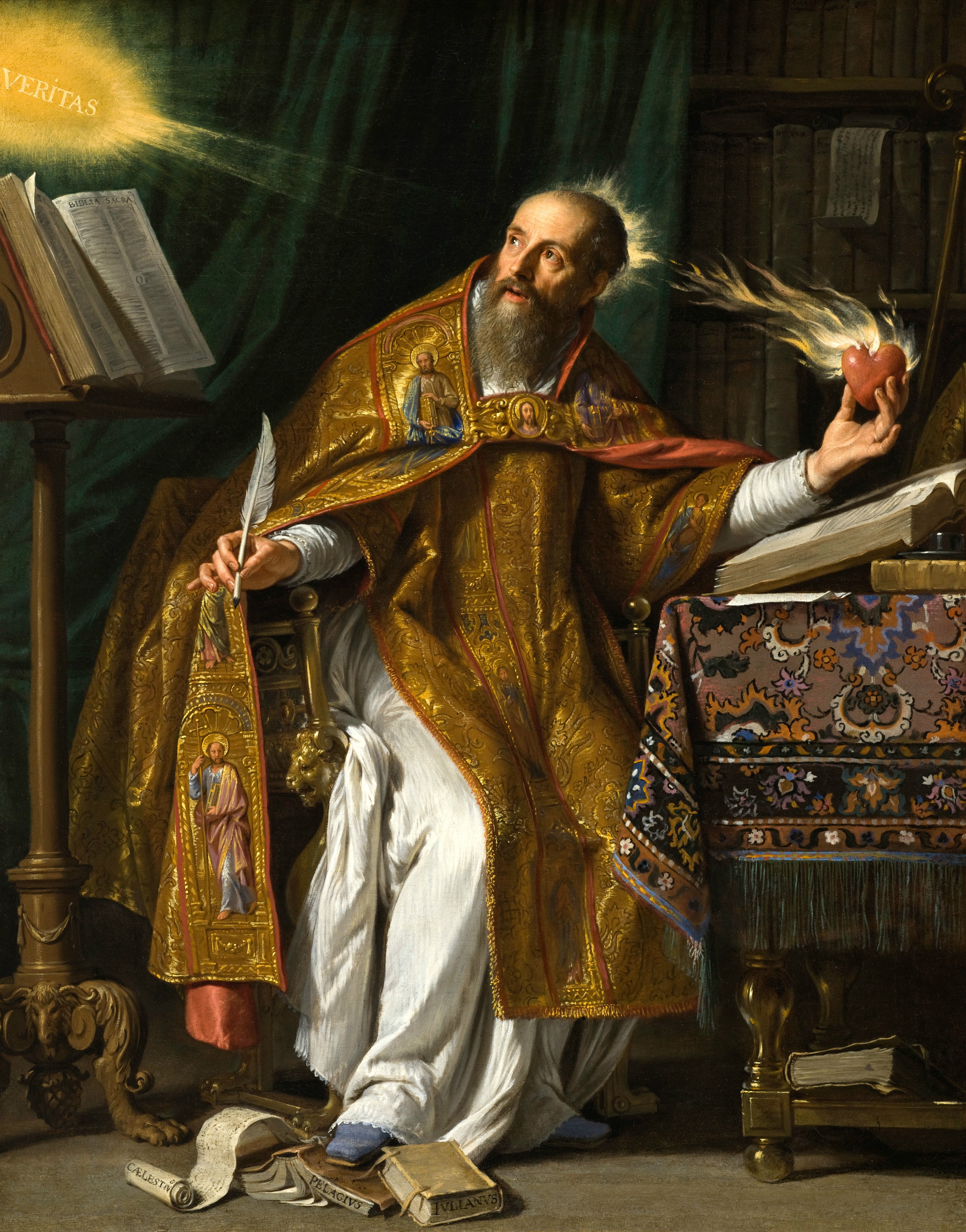

وفقًا لمعاصره، جيروم، أوغسطينوس «أسس الإيمان القديم من جديد». في شبابه انجذب إلى الديانة الفارسية الرئيسية، المانوية، ثم إلى الأفلاطونية المحدثة. بعد اعتناقه المسيحية والمعمودية في سنة 386، طور أوغسطينوس منهجه الخاص في الفلسفة واللاهوت، وراعى مجموعة متنوعة من الأساليب ووجهات النظر. اعتقادًا منه أن النعمة في المسيحية كانت لا غنى عنها لحرية الإنسان، فقد ساعد في صياغة عقيدة الخطيئة الأصلية وقدم مساهمات كبيرة في تطوير نظرية الحرب العادلة. عندما بدأت الإمبراطورية الرومانية الغربية في التفكك، تخيل أوغسطينوس الكنيسة كمدينة روحانية لله، متميزة عن المدينة المادية الأرضية. أثرت أفكاره بعمق على نظرة العالم في العصور الوسطى. تتماثل الكنيسة التي تمسّكت بمفهوم الثالوث كما حدده مجمع نيقية ومجمع القسطنطينية بشكل وثيق مع نظرية أوغسطينوس حول الثالوث.
يُعرف أوغسطينوس كقديس في الكنيسة الكاثوليكية، والكنيسة الأرثوذكسية الشرقية، والاتحاد الأنجليكاني. وهو أيضًا ملفان كاثوليكي بارز للكنيسة وراعي الأوغسطينية. ويحتفل بذكراه بيوم وفاته في 28 أغسطس. أوغسطينوس هو قديس شفيع المخمرين، والطابعون، وعلماء اللاهوت، وعدد من المدن والأبرشيات. يعتبره العديد من البروتستانت، وخاصة الكالفينيين واللوثريين، أحد الآباء اللاهوتيين للإصلاح البروتستانتي بسبب تعاليمه حول الخلاص والنعمة الإلهية. المصلحون البروتستانت بشكل عام، ومارتن لوثر على وجه الخصوص، وضعوا أوغسطينوس في الصدارة بين آباء الكنيسة الأوائل. كان لوثر، من 1505 إلى 1521، عضوًا في رهبانية الأريمييين الأوغسطينيين.
في المسيحية الشرقية كانت تعاليمه موضع جدل حيث هاجمها جون رومينيدات، لكن غيره من اللاهوتيين وشخصيات الكنيسة الأرثوذكسية الشرقية أظهروا استحسانًا كبيرًا لكتاباته وعلى رأسهم جورج فلورفسكي. المذهب الأكثر إثارة للجدل المرتبط به هو المذهب الفيليوكي الذي رُفض من قبل الكنيسة الأرثوذكسية. تشمل التعاليم الأخرى المتنازع عليها وجهات نظره حول الخطيئة الأصلية ونظرية النعمة، والقدر في الإلهيات. ومع ذلك، على الرغم من اعتباره مخطئًا في بعض النقاط، إلا أنه لا يزال يعتبر قديسًا وأثر على بعض آباء الكنيسة الشرقية، وأبرزهم غريغوري بالاماس. في الكنيسة الأرثوذكسية، يحتفل بعيده في 15 يونيو.
كتب المؤرخ ديارميد ماكولوتش: «لا يمكن المبالغة في تأثير أوغسطينوس على الفكر المسيحي الغربي لكن كان مثاله المفضل بولس الطرسوسي أكثر نفوذًا، رأى الغربيون بولس بشكل عام من خلال عيون أوغسطينوس.»

## حياته
ينحدر أوغسطينوس من أصول أمازيغية ولد في طاغاست (حالياً سوق أهراس في الجزائر) عام 354. حيث كانت مدينة تقع في إحدى مقاطعات مملكة روما في شمال أفريقيا. حسب مصادر بعض العلماء يعتقدون أن أوغسطينوس وعائلته كانوا من الأمازيغ، لكنهم كانوا يتحدثون اللاتينية فقط في المنزل. عندما بلغ الحادية عشرة من عمره أرسلته أسرته إلى مداوروش مدينة نوميدية تقع 30 كلم جنوبي تاغست في عمر السابعة عشرة ذهب إلى قرطاج لإتمام دراسة علم البيان.
كانت أمه مونيكا أمازيغية ومسيحية مؤمنة. أما والده، فكان وثنياً اعتنق المسيحية على فراش الموت. ورغم نشأته المسيحية، فإنه ترك الكنيسة ليتبع الديانة المانوية خاذلا أمه. في شبابه عاش أوغسطين حياة استمتاعية وفي قرطاج أقام علاقة مع امرأة استمرت 15 عاما. خلال هذه الفترة ولدت له خليلته ابنا حمل اسم أديودادتوس Adeodatus‏ كان تعليمه في موضوعي الفلسفة وعلم البيان، علم الإقناع والخطابة. بعد أن عمل في التدريس في تاغست وقرطاج انتقل عام 383 (توضيح) إلى روما لظنّه أنها موطن خيرة علماء البيان. إلا أنه سرعان ما خاب ظنه من مدارس روما وعندما حان الموعد لتلاميذه لكي يدفعوا ثمن أتعابه قام هؤلاء بالتهرب من ذلك. بعد أن قام أصدقاؤه المانويون بتقديمه لوالي روما، الذي كان يبحث عن أستاذ لعلم البيان في جامعة ميلانو، عُيِّن أستاذاً هناك واستلم منصبه في أواخر عام 384.
في ميلانو بدأت حياة أوغسطين بالتحول. من خلال بحثه عن معنى الحياة بدأ يبتعد عن المانوية منذ أن كان في قرطاج خاصة بعد لقاء مخيب مع أحد أقطابها. استمرت هذه التوجهات في ميلانو إذ ذهبت أمه إليه لإقناعه باعتناق المسيحية كما كان للقائه بأمبروسيوس أسقف ميلانو أثرا كبيرا على هذا التحول. أعجب أوغسطين بشخصية أمبروسيوس وبلاغته وتأثر من موعظاته فقرر ترك المانوية إلا أنه لم يعتنق المسيحية فورا بل جرّب عدة مذاهب وأصبح متحمسا للأفلاطونية المحدثة.
في صيف 386 بعد قراءته سيرة القديس أنطونيوس الكبير وتأثره بها قرر اعتناق المسيحية ترك علم البيان ومنصبه في جامعة ميلانو والدخول في سلك الكهنوت. لاحقا سيفصّل مسيرته الروحية في كتابه الاعترافات. قام أمبروسيوس بتعميده وتعميد ابنه في عام 387 في ميلانو. عام 388 عاد إلى أفريقيا وقد توفيت أمه وإبنه في طريق العودة تاركين إياه دون عائلة.
بعيد عودته إلى تاغست قام بتأسيس دير وفي عام 391 تمت تسميته كاهنا في إقليم هيبو (اليوم عنابة في الجزائر). أصبح واعظا شهيرا (وقد حُفِّظَت أكثر من 350 موعظة تنسب إليه يعتقد أنها أصلية) وقد عُرِفت عنه محاربته المانوية التي كان قد اعتنقها في الماضي.
في عام 396 عُيِّن أسقفاً مساعدا في هيبو وبقي أسقف هيبو حتى وفاته عام 430. رغم تركه الدير إلا أنه تابع حياته الزاهدة في بيت الأسقفية. الأنظمة الرهبانية التي حددها في ديره أهلته أن يكون شفيع الكهنة.
توفي أوغسطين في 28 أغسطس 430 عن عمر يناهز 75 عاما بينما كان الفاندال يحاصرون مدينة هيبو, شجع أوغسطين أهل المدينة على مقاومة الفاندال وهم على الديانة الأريوسية. يُقال أيضا إنه توفي في اللحظات التي كان الوندال يقتحمون أسوار المدينة.
يلقب القديس أوغسطين (بابن الدموع) نسبة إلى دموع أمه التي كانت تذرف لمدة عشرين سنة رغبه منها خلال صلاتها لرجوعه إلى ديانته الأولى وهي المسيحية.

## تأثيره في اللاهوت والفكر
إن أوغسطين شخصية مركزية في المسيحية وتاريخ الفكر الغربي على حد السواء، يعدّه المؤرخ توماس كاهيل أول شخص من العصور الوسطى وآخر شخص من العصر الكلاسيكي تأثر فكره اللاهوتي والفلسفي بالرواقية والأفلاطونية والأفلاطونية المحدثة وخصوصا فكر أفلوطينوس مؤلف التاسوعات.

## روابط خارجية
- أوغسطينوس على موقع IMDb (الإنجليزية)
- أوغسطينوس على موقع الموسوعة البريطانية (الإنجليزية)
- أوغسطينوس على موقع ميوزك برينز (الإنجليزية)
- أوغسطينوس على موقع إن إن دي بي (الإنجليزية)
- أوغسطينوس على موقع ديسكوغز (الإنجليزية)
- أوغسطينوس على موقع كينوبويسك (الروسية)